# سیلون گیوم
سیلون گیوم (فرانسوی: Sylvain Guillaume‎؛ زادهٔ ۶ ژوئیهٔ ۱۹۶۸) اسکی‌باز نوردیک اهل فرانسه است.